# Judex Lefou
Pierre Judex Lefou (ur. 24 czerwca 1966) – maurytyjski lekkoatleta, płotkarz, olimpijczyk.

## Kariera
Trzykrotny uczestnik igrzysk olimpijskich w biegu na 110 m przez płotki (IO 1988, IO 1992, IO 1996). Za każdym razem odpadł w eliminacjach. W Seulu uzyskał 34. wynik wśród 41 zawodników (14,73), w Barcelonie 35. rezultat wśród 39 sportowców (14,45), natomiast w Atlancie było to 60. miejsce eliminacji wśród 62 startujących lekkoatletów (14,69).
W 1994 roku wystartował na igrzyskach Wspólnoty Narodów, odpadając w eliminacjach biegu na 400 m przez płotki (52,35) i sztafecie 4 × 400 m (3:11,48).
Wielokrotny medalista imprez rangi międzynarodowej. Brązowy medalista Igrzysk Frankofońskich 1989 w biegu na 110 m przez płotki (14,06). W tej samej konkurencji był dwukrotnym złotym medalistą igrzysk afrykańskich w latach 1987 (14,11) i 1991 (14,12). Mistrz Afryki z 1992 roku (13,91) i dwukrotny brązowy medalista z lat 1990 (14,42) i 1996 (13,9), ponadto w 1990 roku zdobył brązowy medal w biegu na 400 m przez płotki (51,41). Lefou ma także w dorobku pięć złotych medali zdobytych podczas igrzysk wysp Oceanu Indyjskiego. W 1985 roku zwyciężył w biegu na 110 m przez płotki, natomiast w latach 1990 i 1993 został podwójnym mistrzem w obu sprintach płotkarskich. Indywidualnie osiągnął dziesięć tytułów mistrza kraju: osiem w biegu na 110 m przez płotki (1985, 1990, 1991, 1992, 1993, 1996, 1997, 1998) i dwa w biegu na 400 m przez płotki (1990, 1992).
Rekord życiowy w biegu na 110 m przez płotki – 13,91 (1992). W 2017 roku był to aktualny rekord kraju.